# Atemptat de la Terminal 4 de Barajas
L'Atemptat a la Terminal 4 de Barajas fou un atemptat d'ETA de l'any 2006.
Els membres d'ETA Martín Sarasola, Igor Portu i Mikel San Sebastián van atemptar contra l'aparcament de la terminal 4 de l'aeroport de Barajas el 30 de desembre de 2006 a les nou del matí causant dues víctimes mortals (desaparegudes en un primer moment i trobades entre la runa dies després), diversos ferits lleus entre els policies que estaven acordonant la zona, i grans destrosses materials. L'atemptat va ser reivindicat per telèfon per ETA uns moments abans de l'explosió de l'artefacte de gran potència (500 kilos d'amonal reforçat amb altres substàncies) instal·lat en bidons dins d'una furgoneta estacionada a l'aparcament.
L'acció es va produir tal com havien anunciat al butlletí Zutabe uns dies abans, i l'endemà després que el President del govern espanyol anunciés que "la situació d'aquí a un any serà millor que l'actual".
Les reaccions de les forces polítiques van ser de condemna, excepte la il·legalitzada Batasuna, que va solidaritzar-se amb les persones damnificades sense condemnar l'acció. Tant aquesta organització com el govern basc van apostar per no donar per tancat el procés de pau. Tanmateix, el president del govern espanyol, José Luis Rodríguez Zapatero va decretar la suspensió de les negociacions amb ETA, considerant-les "radicalment incompatibles" amb l'acció comesa, i mentre no es constati una "voluntat inequívoca" d'abandonament definitiu de la violència per part de la banda.

## Fotografies

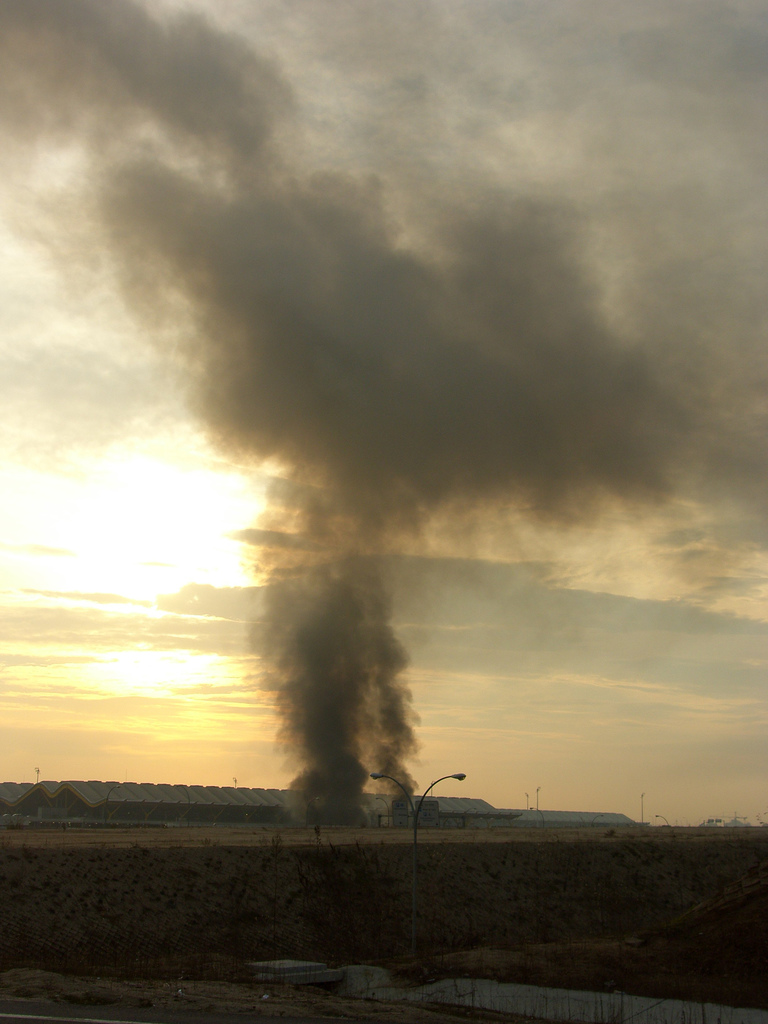
30 de desembre del 2006, fum de l'explosió
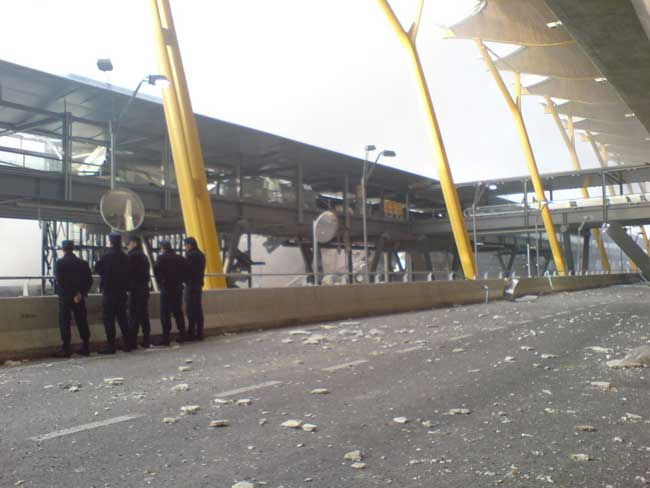
30 de desembre del 2006, custòdia policial
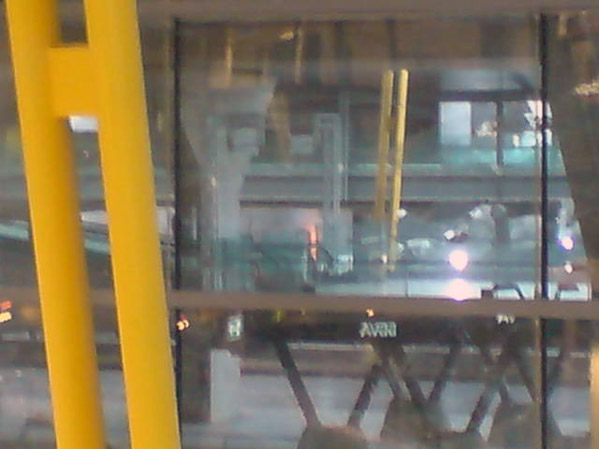
30 de desembre del 2006, incendi després de l'explosió
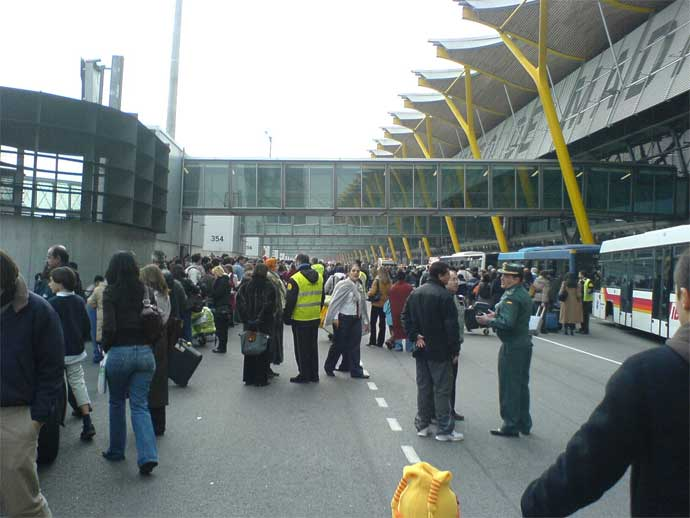
30 de desembre del 2006, desconcert entre els passatgers
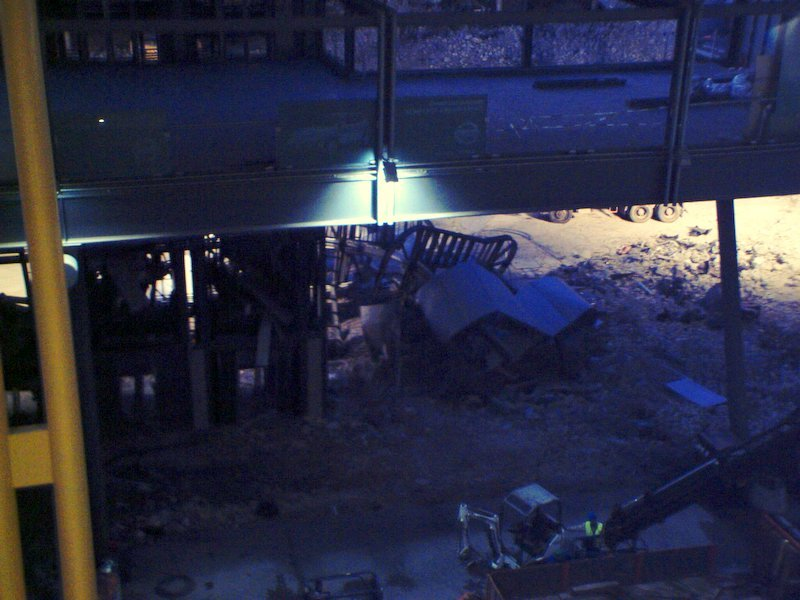
11 de gener del 2007, ruïnes
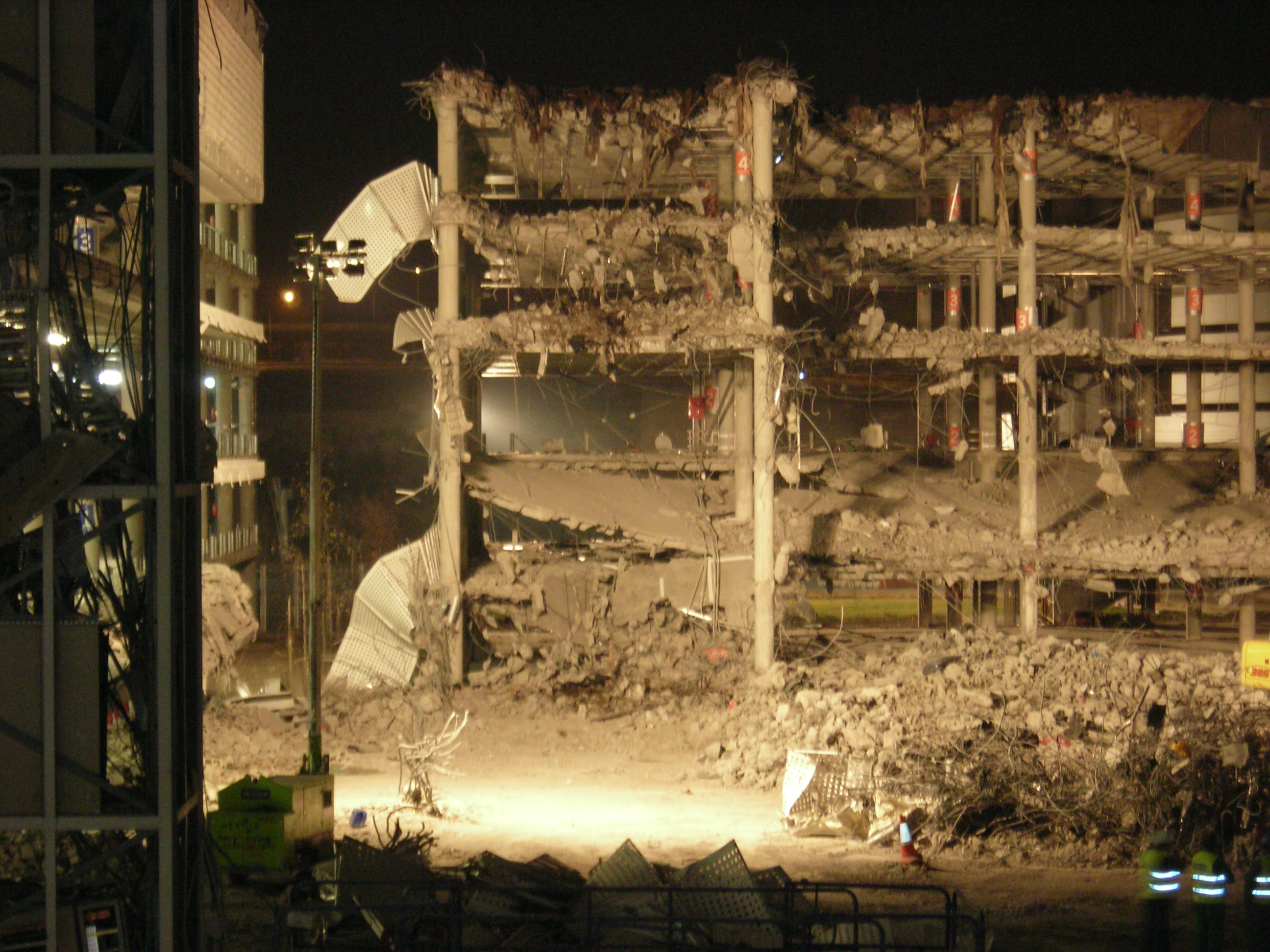
15 de gener del 2007, pàrquing de la T4 dies després
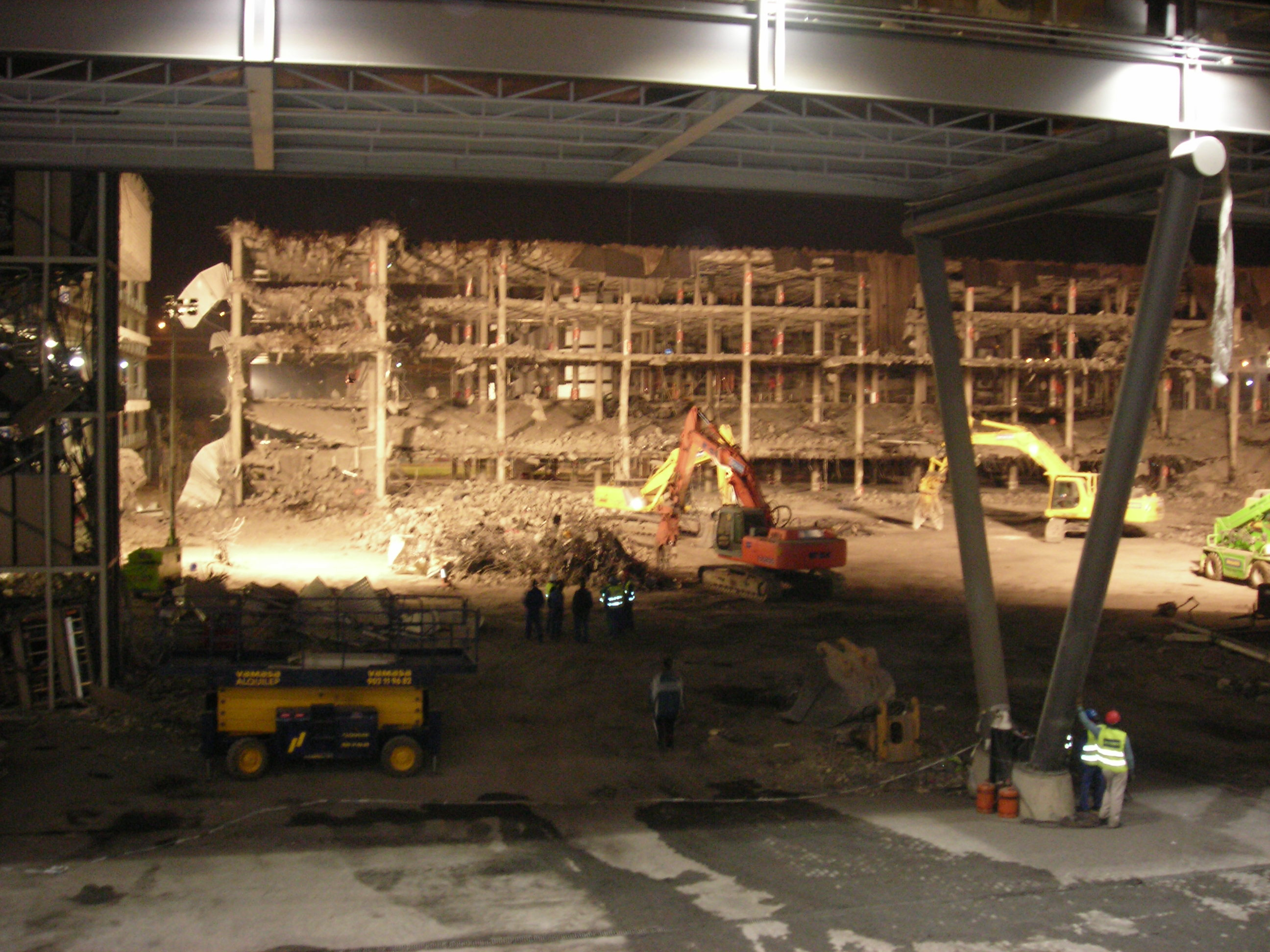
15 de gener del 2007, feines de reconstrucció al pàrquing